# 紐約客
《紐約客》，又名為《紐約人》，是一份內容涵蓋美國新聞、社評、小說、文章、文學批評、諷刺作品、漫畫及詩歌等紐約文化生活動向的雜誌。《紐約客》的出版始於1925年，每週出版一次。現時每年出版47次，其中曾經有五次涉及跨兩星期的出版。雖然其評論和活動通常關注紐約市的文化生活，但由於其高品質的寫作團隊和嚴謹的編輯作風，使《紐約客》擁有廣泛的讀者層面，並不乏國際讀者的關注。《紐約客》現時由康得纳斯出版公司出版。
《紐約客》並非完全是新聞雜誌，它以插圖和主題故事封面而聞名，而它對流行文化的評論，透過包含對短篇小說和文學評論嚴謹的事實查核和審稿以對現代小說作出關注，然而它對美國及國際政治、社會重大事件具深入的報導亦是其特色之一；其保持多年的專門發表描繪紐約日常生活事件的短文欄目「城中話題」，文筆簡潔幽默；它以獨特風格的單格漫畫來貫穿每個涉及政治和社會問題的新聞觀點，讓讀者忍俊不禁。

## 歷史

2004年2月的《紐約客》創刊79周年封面。其封面人物是曾於創刊號中首次出現的「Eustace Tilley」，該人物現已成為《紐約客》的象徵標誌。

《紐約客》由哈羅德·羅斯（Harold Ross）及其作為《紐約時報》記者的妻子珍·格蘭特（Jane Grant）所創辦，首期雜誌於1925年2月21日發行。羅斯想創作一本精緻的幽默刊物，他認為這有別於他曾效力的《評審》或是《生活雜誌》這些「老生常談」庸俗格調的幽默出版物。羅斯跟創立通用烘焙公司（General Baking Company）的企業家拉烏爾·H.弗萊希曼（Raoul H. Fleischmann）共同創立了F-R出版公司。該刊物的首個辦公室設於曼哈頓第45街西25號。羅斯著名於1925年的雜誌創刊簡介中寫道：「這本雜誌不是為了迪比克的鄉下老太太而編輯的。」在創刊早期，《紐約客》一直以存在於不穩定歲月中的獨有複雜的大都會文化而自豪。
《紐約客》在創刊號以後一直保持著輕鬆幽默的主題風格，其幽默感從未失去過，然而它很快便成為了一個嚴肅小說、散文和新聞的卓越論壇。在第二次世界大戰結束後不久，約翰·赫西的文章《Hiroshima》曾以一整期的篇幅探討整個問題。在隨後的幾十年裡，該雜誌發表了許多20世紀和21世紀最受尊崇作家的短篇小說，包括安·比蒂、莎莉·本森、楚門·柯波帝、約翰·齊弗、羅爾德·達爾、美維斯·格蘭、杰弗裡·海爾曼、露芙·麥肯尼、約翰·麥克納爾提、約瑟夫·米切爾、艾麗斯·孟若、村上春樹、弗拉基米爾·納博可夫、約翰·奧哈拉、多樂菲·帕克、菲利普·羅斯、謝洛米·大衛·沙林傑、埃爾文·肖、詹姆斯·瑟伯、約翰·厄普代克、尤朵拉·韋爾蒂、史提芬·京及埃爾文·布魯克斯·懷特等。雪莉·傑克森的出版物《博彩》在該雜誌的歷史中比任何故事吸引更多讀者來信。在該雜誌創辦早期，它通常會每周發表兩三個短篇故事，但近年減少至每期一篇並且步伐穩定的保持著。
羅斯一直擔任《紐約客》的主編工作直至於1951年去世。羅斯去世後，威廉·肖恩接任成為主編，並一直任職達36年（1951-1987年），然而其小說的主題和風格更趨複雜，故事被標記為均勻性低於多樣性，其內容來自厄普代克的國內敘事以至唐納德·巴塞爾姆的超現實主義，和神經質的紐約人對生活狹隘的描述，以及各式各樣的地方與時代的故事，並且有翻譯自多種語言的作品。寇特·馮內果指《紐約客》一直都是吸引大量讀者欣賞現代文學的有效工具。馮內果於1974年為討論《紐約客》之影響而採訪喬·大衛·貝拉米（Joe David Bellamy）與約翰·凱西（John Casey）：
文獻中的限制因素是讀者。並沒有其他藝術要求觀眾成為表演者。你必須把讀者列入作為一個很好的表演者，而你可能會寫出他絕對無法演譯的音樂—在這種情況下成為一個半身像。你提到的那些作家和我自己都正在教導讀者如何在他們的腦海中播放這種音樂。這是一個學習的過程，而《紐約客》是個非常好的所需教育機構。它們每周都出來俘虜讀者，人們終能夠跟上巴塞爾姆的步伐，並且能夠在他們的腦海中表演這些東西並享受它。
非小說類的專題文章涵蓋了大批兼收並蓄的主題（通常構成雜誌裡的大部分內容）。近年的主題包括古怪的福音作者杜祁福，他以人類以不同的方式感知時間的流逝，以及代理型孟喬森症候群。
該雜誌以其編輯傳統而聞名，由於其嚴格的審稿標準，故能夠於其發表作品可能讓作者一炮走紅，而那些經常於《紐約客》發表作品的作家會被稱作「紐約客作家」。根據標題簡介，它發表有關於著名人物的文章，例如：歐内斯特·海明威、亨利·魯斯及馬龍·白蘭度，荷李活餐館老闆米高·羅曼諾夫、魔術師瑞奇·傑伊、數學家大衛和格雷戈里瑞奇·楚德諾夫斯基。其他恆久的特色包括列出紐約的文化和娛樂活動的「關於城鎮的事情（Goings on About Town）」及彙集了簡短作品的「城中熱話（The Talk of the Town）」，經常以紐約生活中幽默異想天開或古怪的小插曲為主，以輕盈風格的文筆或以小品欄書寫，然而近年來該部分常以嚴肅的評論作開端。多年來，報章摘錄中包含的有趣錯誤、非故意的含意或是混淆不清的隱喻被用作填充物，伴隨著機智的反駁。該雜誌並沒有刊頭以列出編輯和工作人員。儘管《紐約客》於內容上有一些變化，然而雜誌在排版、佈局、封面和藝術創作上一直保留著其數十年來的傳統外觀。該雜誌於1985年被先進出版公司收購，該媒體公司於每年不足600萬美元的收入下，被小塞繆爾·厄文·紐豪斯於同年以2億美元持有。
此後，編輯工作由威廉·尚恩（1951-1987年）繼任，隨後的是羅拔·哥特列波（1987-1992年）和蒂娜·布朗（1992年-1998年）。在尚恩擔任主編期間，德懷特·麥克唐納、肯尼思·泰南和漢娜·萼蘭都是重要的非小說類作家。在某程度上，上述三位作者都是具爭議的，當中以萼蘭最為明顯（她的文學報告《耶路撒冷的艾希曼（Eichmann in Jerusalem）》在出版成書前曾經出現於雜誌上）。但在每一個案例中，尚恩都證明了他是一個活躍的冠軍。繼任的主編蒂娜·布朗比尚恩甚至是哥特列波引來更多的爭議，那是由於其在任六年裡的高調作風（相比之下尚恩是個非常害羞和內向的人物），她對《紐約客》進行了許多大膽的改革：雖然仍保留了過去半世紀的相似的外觀和感覺，然而她把雜誌社論頁面和攝影作品上的顏色從黑白改為彩色（《紐約時報》幾年前的佈局），每個頁面上刊載的類型較少，一般來說是更現代的版面設計佈局。她也新增一個新的「編輯信箱（letters-to-the-editor）」的頁面，將作者的署名添加到他們於「城中熱話（The Talk of the Town）」的文章中，使雜誌更具個性化。更實質性的是，她在內容上增加了對時事和熱門話題的報導，如名人及商業大亨，並於「關於城鎮的事情（Goings on About Town）」中放置短片播放，包括一個關於曼哈頓夜生活近乎淫猥的專欄，因此引起了很大的爭議。這些改革使雜誌更通俗化，使得訂數大量增長，並帶來了更高的廣告收入。然而這些市場化的做法招致許多批評，更有認為這些改革破壞了《紐約客》的傳統。1998年7月，布朗離職，並由大衛·瑞姆尼克接替其位，瑞姆尼克亦成為《紐約客》現任主編至今。
隨着電腦和互聯網的普及，《紐約客》於1990年代末也開始採用這些新媒體發布當前及存檔的資料，並以當期內容（加入獨家網絡內容）放到《紐約客》雜誌的網站 www.newyorker.com 上免費獲得，訂閱者可以在線觀看完整的當期內容，以及可以查閱最初印製的完整檔案。此外，《紐約客》雜誌上歷年來發表過的漫畫也可到網站 www.cartoonbank.com 上買到其複製品。2006年，《紐約客》曾發行一套九張的DVD-ROM雜誌全集，當中收錄了自創刊以來80年裡，超過4,000期雜誌的所有內容。2008年，它更以小型便攜式硬盤的形式推出4,000多期及超過50萬頁（代表著從1925年至2008年4月）的數碼檔案。
湯·沃爾夫在關於該雜誌的一篇文章寫道：「《紐約客》的風格是一種悠閒蜿蜒的輕描淡寫，在幽默模式下的滑稽，在嚴肅模式的贅述和雙重否定，不斷放大，合格，預示，細緻入微與粗疏，直到該雜誌的淺灰色頁面成為高級巴洛克式勝利的相對條款與修飾語。」
早在1940年代，該雜誌對事實查核的承諾就已是眾所周知。然而，該雜誌於文學醜聞與誹謗訴訟中發揮了作用，珍妮特·馬爾科姆於1990年代在該雜誌曾經撰寫了兩篇有關西格蒙德·佛洛伊德遺產的文章，有人對該雜誌的事實核查過程提出了疑問。截至2010年，《紐約客》聘請了16名事實核查員。2011年7月，該雜誌就大衛·格蘭恩（David Grann）於2010年7月12日發表的文章，被美國聯邦地區法院起訴誹謗，但案件被立即駁回。
最近，該雜誌的當期版本已於iPad上發布。

### 影響
《紐約客》受到許多類似雜誌的影響，包括：《The Brooklynite》（1926年至1930年）、《芝加哥人（The Chicagoan）》（1926年至1935年），以及巴黎的《The Boulevardier》（1927年至1932年）。

## 風格
《紐約客》展示的標誌性字體，是用於其名牌和標題，以及「城中熱話」標題上方的字體，是以其創作人插畫家兼設計師雷亞·歐文的姓氏而命名的Irvin。《紐約客》的所有文章的正文都是設置為Adobe的Caslon字體。
《紐約客》的內部風格有一個不尋常的正式特徵，就是把分音符置於重覆元音之中 — 例如「reëlected」、「preëminent」及「coöperate」— 其中兩個元音字母表示單獨的元音。該雜誌還繼續使用一些其他少有被使用的拼寫，如焦點（focussed）、商販（venders）、青少年（teen-ager）、旅行者（traveller）、極好的（marvellous）、旋轉木馬（carrousel）及茶筒（cannister）。
該雜誌縱使是非常大的數目也會列出了數目的名稱，例如「二百三十萬元」而非「$230萬元」。

## 讀者
《紐約客》的讀者遍布整個美國，佔美國十大都市區的發行量的53％。根據MRI信息公司的數據，2009年其讀者的平均年齡為47歲（對比1980年的43歲及1990年的46歲）。2009年其讀者的平均家庭收入為$109,877美元（對比1980年的$62,788美元及1990年的$70,233美元）。
根據長椅研究（Pew Research），《紐約客》的77％讀者持左派的政治價值觀，而52％的讀者持有「始終如一的自由主義」之政治價值觀。

## 尤斯塔斯·蒂利

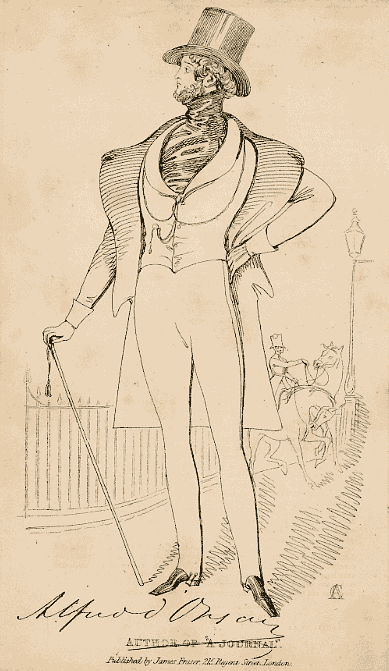
由詹姆斯·貝利·弗雷澤發布的原始奧賽伯爵的畫像。

《紐約客》的首個封面插圖，是基於《大英百科全書》第11版中1834年的奧賽伯爵（Count d'Orsay）的插圖，由該雜誌的首任藝術編輯雷亞·歐文繪製，圖片是一名富家公子哥兒透過單片眼鏡凝視著一隻蝴蝶。在原始封面上的紳士被稱為尤斯塔斯·蒂利（Eustace Tilley），是科爾·福特為《紐約客》創建的人物角色。其首個夏季的8月8日以「雜誌製作」的一系列封面內頁的英雄主題開始，
為題的系列從它的首個夏季開始，蒂利的形象是以比原創封面更年輕的男子出現，其大禮帽是比較之前更新的款式，並沒有彎曲的邊緣。他穿著早禮服及條紋長褲。福特為尤斯塔斯·蒂利從他的一位阿姨那裡借用了姓氏，而他總是發現它隱約幽默。尤斯塔斯被福特以語音美學選為「悅耳之音（euphony）」。
這個角色已成為《紐約客》的一種吉祥物，它於其頁面之間及宣傳資料中頻繁出現。傳統上，雷亞·歐文的原創尤斯塔斯·蒂利插圖都會在每年最接近2月21日的周年紀念日的期刊上使用，雖然曾有好幾次被新繪製的版本取代。

## 政治
傳統上，《紐約客》的政治傾向一般都會被認為是無黨派性質及自由派的。然而，近年來該雜誌所發表的一些社評文章帶有明顯的黨派傾向性。在2004年美國總統選舉的報導中，該雜誌先後發表亨德里克·赫茨伯格（Hendrik Hertzberg）及菲利普·古里維玆（Philip Gourevitch）的文章以支持约翰·克里。及後於選舉前的該期雜誌上，該雜誌以其名義正式支持克里，是該雜誌80年歷史上的首次。
在2008年10月13日的一期中，《紐約客》以「全體編輯」的名義正式支持巴拉克·奧巴馬。

## 封面
《紐約客》以其插圖和常用的主題封面而聞名。

### 世界觀封面
索爾·斯坦伯格為《紐約客》創建了85個封面及642個內頁和插圖。他最著名的作品應該就是1976年3月29日的封面作品，該插圖最常被稱為「從第九大道看世界」，有時該插圖也被稱為「《紐約客》的地方觀看世界」，或是「《紐約客》的世界觀」，其描繪的是自戀的《紐約客》所看到的一幅世界地圖。
該插圖分為兩部分，圖像的上半部分描繪了世界其他地方，而下半部分則顯示曼哈頓的第9大道、第十大道，以及哈德遜河（已適當標註）。美國的其餘地方被繪製成一個正方形，當中並繪有大廈林立的紐約市街區，沿著哈德遜河以棕色條紋代表著澤西，五個城區名字分別為：洛杉磯、華盛頓哥倫比亞特區、拉斯维加斯、堪薩斯城、芝加哥；以及散落在新澤西州以外的美國幾塊岩石中的三個州分包括：德薩斯州、猶他州及內布拉斯加州。也許比哈德遜河寬多一半的太平洋，把美國從三塊平坦的土地分開，該三塊土地被標記為：中國，日本及俄羅斯。
該插圖幽默地描繪了《紐約客》對自己在世界上的自我形象，或也許是外人對《紐約客》自我形象的看法 — 這激發了許多類似的作品，包括1984年電影《哈德遜的莫斯科》，該電影海報引發了訴訟，斯坦伯格告哥倫比亞影業工業公司案（S.D.N.Y. 1987年），斯坦伯格控告哥倫比亞影業侵犯了其作品的版權。
2008年10月6日的《紐約客》封面在出版後，該封面作品後來被巴里·布利特（Barry Blitt）諷刺，該封面所繪的莎拉·佩林正望著窗外的阿拉斯加，並以俄羅斯為遠處的背景。
2009年3月21日的經濟學人封面，是以「中國如何看世界」為題，也是對原始畫作的致敬，但其描繪的是以北京長安街的視點，而非從曼哈頓出發。

### 911事件
阿爾玆·施皮格爾曼獲蒂娜·布朗於1992年聘請，他10年多以來為《紐約客》工作，然而他於911襲擊事件發生的幾個月後辭職。2001年9月24日出版的《紐約客》雜誌的封面由弗朗索瓦茲·莫利（Françoise Mouly）及施皮格爾曼創建，該期雜誌獲得廣泛讚譽，並得到美國雜誌編輯協會（American Society of Magazine Editors）評選為過去40年的雜誌封面前十名，評論如下：
《紐約客》的封面編輯弗朗索瓦茲·莫利為阿爾玆·施皮格爾曼的剪影重新定位，其靈感來自阿德·萊因哈特之黑色層次繪畫的啟發，所以其北座大樓的天線把該雜誌商標上的「W」打破了。施皮格爾曼希望看見空虛，並找到911事件中所有消失了的難過／充滿敬畏的圖片。那雙子塔的剪影以五分之一的黑色墨水，於標準四色印刷油墨組成的黑色領域上印刷。其疊印的透明清漆有助於創造縈繞的鬼影，需要透過漆黑而強調他們的存在。
乍看之下，那封面似乎完全是黑色的，但在仔細檢查之後，便會發現紐約世界貿易中心大樓的輪廓聳立於一個稍暗的黑色陰影中。在某些情況下，僅當雜誌朝向光源傾斜時，那重叠圖像才變成可見。2004年9月，施皮格爾曼於其著作《在沒有大樓的陰影中》的封面上重新塑造了這個圖像，當中他講述了雙子塔受到攻擊的經歷，以及其後的心理後遺症。

### 新紐約人
在2001年12月的雜誌中，它印製了由梅拉·卡爾曼及里克·梅耶羅維玆繪製的封面，該圖像顯示為紐約的地圖，其中各個街區都標有幽默的名字，讓人聯想到中東及中亞的地方名稱，並參考了鄰近地方的真實名稱與特徵，例如黎巴嫩沙拉區（Fattushis）、臭氣沖天區（Fashtoonks）、肉毒桿菌區（Botoxia）...等。該封面在9月11日之後產生了一些文化共鳴，並成為了一個流行印刷品及海報。

### 具爭議的封面

#### 1993年：皇冠高地
在1993年的情人節刊物中，阿爾玆·施皮格爾曼在雜誌封面描繪了一位黑人女子跟一名哈西迪猶太教的男子親吻，引用1991年的皇冠高地暴亂。該封面受到黑人和猶太觀察家的批評。積克·薩爾茲曼（Jack Salzman）和康乃爾·韋斯特形容人們對該封面的反應是「該雜誌的第一次全國爭議」。

#### 2008年：奧巴馬封面的諷刺與爭議
2008年7月21日的封面上刊登的是由巴利·布利特所繪畫的漫畫，題為《恐懼政治（The Politics of Fear）》，描繪了美國民主黨總統候選人巴拉克·奧巴馬以頭巾和沙麗克米茲的許多典型穆斯林造型亮相，並跟其妻子米歇爾·奧巴馬碰拳，米歇爾被描繪成一個爆炸頭的非洲裔女子，並穿著迷彩的長褲，背上挎著突擊步槍。他們二人站在橢圓形辦公室，牆上掛著奧薩馬·本·拉登的肖像，以及在背景中的壁爐中燃燒著的一面美國國旗。
許多《紐約客》的讀者把這張圖片視為就如其標題「恐懼政治」的諷刺作品，奧巴馬的一些支持者與他推定的共和黨對手約翰·麥凱恩，共同指責該雜誌出版了一部煽動性的漫畫，其諷刺意味可能會在一些讀者身上丟失。然而，編輯大衛·雷姆尼克（David Remnick）認為這個圖像顯然是過分的反駁了這種擔憂，這可能是被誤解，甚至是那些對該雜誌不熟悉的人。「封面的意圖」，他說，「是為了諷刺惡毒和種族主義的攻擊，以及網誌空間上流傳奧巴馬的謠言和誤解，此反映於民意調查中。我們要做的就是把所有這些漫畫放在一起，把它們置於頂部，並以一種強烈的光線照射它們，以諷刺它們。」
在雜誌上議題開始流傳後不久，奧巴馬接受《拉利金現場》的訪問，奧巴馬說，「好吧，我知道這是《紐約客》嘗試在諷刺......我不認為他們完全成功」。但奧巴馬也指出自己努力於揭穿《紐約客》透過其競選網站以作所描述的指控，並陳述指控「實際上是對穆斯林美國人的侮辱」。
在該星期的後段時候，《每日秀》的鍾·史超域繼續報導《紐約客》正討論關於奧巴馬刻板印象的觀點，並展示了包含從各種合法新聞來源中剔除的陳規定型觀念的蒙太奇剪輯作品。2008年9月，史超域與史提芬·科拜爾模仿《紐約客》的奧巴馬封面，當中史超域扮演奧巴馬，而科拜爾則飾演米歇爾，二人在9月18日於紐約市為該雜誌拍攝照片，其作品後來出現為《娛樂週刊》的封面，於同年10月3日出版。
《紐約客》的封面並非總是跟其內容有關，或只是僅僅相關的。這種情況出現於2008年7月21日的文章，題目有關於奧巴馬並非討論這些攻擊和謠言，而是奧巴馬的政治生涯。該雜誌後來支持奧巴馬成為總統。
這個模仿很可能是受到《霍士新聞頻道》的主播E·D·希爾以轉述一個匿名的互聯網評論，來詢問奧巴馬和他的妻子米歇爾所作的那個手勢是否「恐怖分子的碰拳」。後來，希爾沒有獲得續約。

#### 2013年：畢特與恩尼封面
《紐約客》的編輯積克·亨特（Jack Hunter）選擇了畢特與恩尼的形象，題為《歡樂時刻（Moment of Joy）》，作為2013年7月8日的封面，當中涵蓋了最高法院有關「捍衛婚姻法案」和「加利福尼亞州8號提案 (2008年)」的決定。《芝麻街》的角色長期以來一直在流行文化和都市傳說中被傳是同性戀的合作夥伴，然而芝麻街工作室一再否認這一點，指它們只是「布偶」，並沒有性取向。其獲得褒貶不一的反應。網上雜誌《石板》對該封面進行批評，表示它顯示當二人看電視的時候，恩尼正靠在畢特的肩膀上，而看著屏幕的最高法院大法官表示，「這是紀念男女同性戀伴侶獲得重大的民權勝利的一種可怕方式。」而《哈芬登郵報》同時表示，它是「有史以來雜誌中最棒的封面之一」。

## 近年重要内容

### 新闻报道
- 2004年，资深记者Seymour Hersh是虐囚门事件的揭露者之一。
- 2006年，Hersh報導美军正在制定对伊朗的作战计划。白宫至今未予否定。

### 漫畫
《紐約客》自1925年開始出版以來就一直以漫畫（通常是插圖漫畫）。該雜誌的漫畫編輯是李洛倫，他於1956年首次開始發表漫畫，並於1958年成為該雜誌的合約撰稿人。他於1973年至1993年擔任該雜誌的藝術編輯（其位置由弗朗索瓦茲·莫利接替），他繼續擔任卡通部編輯直至1998年。其著作《紐約客的藝術：1925-1995（The Art of the New Yorker: 1925–1995）》，是該雜誌中各方面圖形的首個全面調查。1998年，羅拔·曼科夫接任卡通部編輯並編輯了至少14個系列的《紐約客》漫畫。此外，曼科夫通常會為每本書撰寫一篇短文，描述製作漫畫某些方面的過程，或用於雜誌中選取漫畫的方法。曼科夫於2017年離職。
《紐約客》的穩定漫畫家包括了許多美式幽默的重要人才，包括：伯尼·圖比（Barney Tobey）、查爾斯·亞當斯、查爾斯·巴索提、查爾斯·撒克遜、大衛·斯內爾、埃·德科倫、加漢·威爾遜、喬治·布夫、喬治·派斯、海倫·E·霍金森、詹姆斯·史蒂文森、詹姆斯·瑟伯、J·B·漢度斯曼、利奧·卡林、瑪麗·佩迪、奧圖·索格洛、彼得·阿諾、皮雅·格拉、皮特·赫爾姆斯、雷金納德·馬什、理查德·德克、理查德·泰勒（Richard Taylor）、洛斯·查斯特、山姆·科貝恩、索爾·斯坦伯格、湯姆·切尼、威廉·施泰格。
許多早期的《紐約客》漫畫家並沒有為自己的漫畫添加說明文字。在跟羅斯合著的書《歲月（The Years）》中，瑟伯於當中描述了該報紙每周的藝術會議，前一周所提交的漫畫都會從郵件室帶出來交予羅斯、編輯部和一些工作人員繼續撰寫。漫畫經常會被拒絕或連同  送回藝術家要求修正，而其餘的將被接受並會添加說明文字。一些藝術家會聘請了自己的作者：海倫·E·霍金森於1931年聘請了詹姆斯·里德·帕克（James Reid Parker）。布倫丹·吉爾於其著作《在紐約客這裡（Here at The New Yorker）》中提到，在1940年代早期某個時刻裡，提交予《紐約客》之藝術作品的質量似乎有所改善。後來發現那個辦公室雜工（十幾歲的楚門·卡波提）由於不喜歡在他辦公桌的邊緣掉下的碎片，故一直擔任義務藝術編輯。
《紐約客》中的一些漫畫已經攀升至更高的名望：
- 1928年：由卡爾·路斯（英语：Carl Rose (cartoonist)）繪製的漫畫，並以E·B·懷特的說明文字顯示一位母親告訴她的女兒「親愛的，這是西蘭花。」其女兒回應說：「我說這是菠菜，我說它真的很糟糕。」那個詞語「我說這是菠菜（英语：I say it's spinach）」進入了白話（三年後百老匯音樂劇《面對音樂（Face the Music）》，當中包括歐文·柏林和其音樂編號的標題《我說它是菠菜（和它的地獄）》[63]）。
- 1941年：彼得·阿諾的漫畫顯示著一名工程師正走出一輛墜毀的飛機，並說「好吧，回到舊畫板」。當中，標語「回到繪圖板（back to the drawing board）」也由因此而來[64][65]。
- 1993年：彼得·施泰納（英语：Peter Steiner）的漫畫中，在電腦上畫兩隻狗，其中一人說：「在互聯網上，沒有人知道你是一隻狗」，該漫畫後來被廣泛應用獲最多重印[66]。據曼科夫所說，施泰納和該雜誌已經分拆了超過10萬美元的費用，該費用以多於施泰納的那一半，用於購買和重印此單一漫畫[67][68]。

在2004年，《紐約客》曾出版漫畫彙編精裝集，那是曼科夫編輯的一本656頁的收藏版，收錄了該雜誌80多年來的最佳漫畫，名為《紐約人漫畫全集（The Complete Cartoons of The New Yorker）》，加上收錄了曾於該雜誌發表的68,647幅漫畫的雙CD套裝。而且它具有搜索功能，讓讀者透過按漫畫家的姓名或出版年份搜索漫畫。近年來，新一組漫畫家包括：帕·伯納斯、法蘭克·科特姆（Frank Cotham）、米高·克勞福德（Michael Crawford）、祖·打佗（Joe Dator）、德魯·德納維奇（Drew Dernavich）、J·C·德菲、卡羅莉塔·約翰遜（Carolita Johnson）、扎卡里·卡寧（Zachary Kanin），法利·卡茲（Farley Katz）、羅拔·萊頓、格倫·里·利維阿穆爾（Glen Le Lievre）、米高·馬斯林、阿里爾·巫斐治（Ariel Molvig）、保羅·諾夫（Paul Noth）、芭芭拉·史摩拿（Barbara Smaller）、大衛·斯畢思（David Sipress）、米克·史蒂文斯（Mick Stevens）、朱莉亞·雪斯、基斯杜化·韋恩斯（Christopher Weyant）、P·C·維伊及積克·齊格勒（Jack Ziegler）。《紐約客》漫畫有一些有妙語，《宋飛正傳》有些使人無法理解的子情節，還有《阿森一族》及《最甜蜜的阿普》的俏皮刺拳。
2005年4月，該雜誌開始以每期的最後一頁為「紐約客的卡通標題大賽（The New Yorker Cartoon Caption Contest）」，紐約客的常規漫畫家以每周一次印刷沒字幕的漫畫。那些字幕標題由讀者提交，其中三個被選為決賽入圍者。然後，由讀者於決賽入圍者中投選勝出者，任何年滿十三歲或以上的人都可以進入或投票。每個比賽的獲勝者都會獲得一幅漫畫的印製品（得獎作品），並獲繪製該作品的漫畫家簽名。

### 書籍
| 年份   | 作者                                    | 書名 |
| ------ | --------------------------------------- | --- |
| 1951年 | 戴爾·克萊默（Dale Kramer）              | 《羅斯與紐約客（Ross and the New Yorker）》 |
| 1959年 | 詹姆斯·瑟伯                             | 《跟羅斯一起的歲月（The Years with Ross）》 |
| 1968年 | 珍·格蘭特                               | 《羅斯及紐約客與我（Ross, the New Yorker and Me）》 |
| 1975年 | 布蘭登·吉爾                             | 《紐約客在這裡（Here at The New Yorker）》 |
| 1979年 | E·J·卡恩                                | 《關於紐約客與我（About the New Yorker and Me）》 |
| 1987年 | 琳達·H·戴維斯（Linda H. Davis）         | 《繼續與向上：嘉芙蓮·S·懷特的傳記（Onward and Upward: A Biography of Katharine S. White）》                                                                              |
| 1988年 | E·J·卡恩                                | 《更多關於紐約客與我的70年（At Seventy: More about the New Yorker and Me）》                                                                                             |
| 1988年 | 伊莎貝爾·羅素（Isabel Russell）         | 《嘉芙蓮與E·B·懷特：一部深情的回憶錄（Katharine and E. B. White: An Affectionate Memoir）》                                                                              |
| 1989年 | 芝芝·馬漢（Gigi Mahon）                 | 《在紐約客的最後一天（The Last Days of The New Yorker）》 |
| 1997年 | 湯馬斯·昆克爾（Thomas Kunkel）          | 《偽裝天才：紐約客的哈羅德·羅斯（Genius in Disguise: Harold Ross of the New Yorker）》                                                                                   |
| 1998年 | 莉莉安·羅斯                             | 《在這裡又不在這裡：我與威廉·尚恩及紐約客的生活（Here But Not Here: My Life with William Shawn and the New Yorker）》                                                    |
| 1998年 | 維德·梅塔                               | 《想起肖恩先生的紐約人：編輯的隱形藝術（Remembering Mr. Shawn's New Yorker: The Invisible Art of Editing）》                                                             |
| 1999年 | 亞歷山大·瓦洛倫（Alexander Chancellor） | 《美國的某些時代：與在紐約客一年的生活（Some Times in America: and a life in a year at the New Yorker）》                                                                |
| 1999年 | 瑪麗·F·科裡（Mary F. Corey）            | 《透過單片眼鏡下的世界：中世紀的紐約客（The World Through a Monocle: The New Yorker at Midcentury）》                                                                    |
| 2000年 | 本·雅高達                               | 《關於城鎮：紐約客及其製作的世界（About Town: The New Yorker and the World It Made）》                                                                                   |
| 2000年 | 弗朗索瓦茲·莫利                         | 《來自文學機構的前衛封面（Covering the New Yorker: Cutting-Edge Covers from a Literary Institution）》                                                                   |
| 2000年 | 朱迪芙·也露斯·李（Judith Yaross Lee）   | 《定義紐約客的幽默（Defining New Yorker Humor）》 |
| 2000年 | 雷娜塔·阿德勒                           | 《離開：紐約客的最後日子（Gone: The Last Days of the New Yorker）》 |
| 2000年 | 托馬斯·昆克爾（Thomas Kunkel）          | 《編輯的信：紐約客的哈羅德·羅斯（1917年至1951年的信件） （Letters from the Editor: The New Yorker's Harold Ross (letters covering the years 1917 to 1951)）》            |
| 2000年 | 蓋兒·索夫（Gail Shivel）                | 《紐約客簡介1925-1992：參考書目（New Yorker Profiles 1925–1992: A Bibliography compiled by Gail Shivel）》                                                               |
| 2000年 | 約翰·西布魯克（John Seabrook）          | 《NoBrow：文化營銷—營銷文化（NoBrow: The Culture of Marketing – the Marketing of Culture）》                                                                             |
| 2003年 | 不詳                                    | 《紐約客的聖誕節：故事，詩歌，幽默和藝術作品集（Christmas at The New Yorker: Stories, Poems, Humor, and Art）》                                                          |
| 2003年 | 加德納·博玆福德（Gardner Botsford）     | 《大部分榮幸的生活（A Life of Privilege, Mostly）》 |
| 2004年 | 安琪拉·伯克（Angela Bourke）            | 《梅芙·布倫南：紐約客鄉愁（Maeve Brennan: Homesick at the New Yorker）》                                                                                                 |
| 2006年 | 羅傑·安格爾                             | 《讓我完成（Let Me Finish）》（Harcourt出版社） |
| 2012年 | 珍妮特·格羅夫（Janet Groth）            | 《接待員：紐約客的教育（The Receptionist: An Education at the New Yorker）》                                                                                             |
| 2015年 | 瑪莉·諾里斯                             | 《你我之間：逗號女王的自白（Between You & Me: Confessions of a Comma Queen）》                                                                                           |
| 2015年 | 湯馬斯·文奇葛拉                         | 《角色：沃爾科特·吉布斯、E·B·懷特、詹姆斯·瑟伯與紐約客的黃金時代 （Cast of Characters: Wolcott Gibbs, E.B. White, James Thurber and the Golden Age of The New Yorker）》 |

### 電影
《紐約客》一直都是許多電影的意念來源。許多小說和非小說類作品都改編至大屏幕電影上映，包括：
- 1941年：《初中小姐（英语：Junior Miss）》跟1944年的《相逢聖路易》，兩者皆改編自莎莉·班森（英语：Sally Benson）的短篇小說；
- 1947年：《華特·米提的秘密生活（英语：The Secret Life of Walter Mitty (1947 film)）》，是始於《紐約客》長期撰稿人詹姆斯·瑟伯（James Thurber）所創作的故事；
- 1950年：由埃德蒙·格溫主演的電影《880先生》，是基於由資深編輯聖克萊爾·麥凱爾韋（英语：St. Clair McKelway）的故事；
- 1957年：電影《酒綠花紅（英语：Pal Joey (film)）》，基於約翰·奧哈拉（John O'Hara）的一系列故事；
- 1967年：獲廣泛提名的電影《冷血》，改編自杜魯門·卡波特（Truman Capote）為《紐約客》於1965年撰寫的非小說系列《冷血》；
- 1968年：由畢·蘭加士打主演的《泳者（英语：The Swimmer (film)）》，基於《紐約客》中由約翰·奇弗（John Cheever）的短篇小說《冷血（Cold Blood）》；
- 1989年：白賴仁·狄龐馬的《戰爭的傷亡（英语：Casualties of War）》，始於丹尼爾·凌（Daniel Lang）於《紐約客》的文章；
- 1991年：《愛登士家庭 (1991年電影)》及其續集《愛登士家庭續集》（1993），兩者都受到著名的紐約漫畫家查爾斯·亞當斯的啟發；
- 1999年：由希拉里·斯旺克（Hilary Swank）主演的電影《男孩不哭（Boys Don't Cry）》，是由《紐約客》的一篇文章開始；
- 1999年：法蘭克·麥科特（Frank McCourt）的《安琪拉的骨灰（Angela's Ashes）》，以分段形式出現於1996年的《紐約客》中，及後改編為電影發行；
- 2001年：電影《艾麗絲（英语：Iris (2001 film)）》，那是約翰·貝利（John Bayley）為《紐約客》撰寫的文章，講述關於艾麗絲·默多克和約翰·貝利的一生，後來電影在他的回憶錄完成之前推出，電影由茱迪·丹奇（Judi Dench）及占·布羅德本特（Jim Broadbent）主演；
- 2002年：米高·康寧漢的《此時·此刻》，曾刊於《紐約客》的文章，後來妮歌·潔曼憑電影獲得奧斯卡獎最佳女演員獎；
- 2002年：《何必偏偏玩謝我》，查理·卡夫曼根據蘇珊·奧爾良（英语：Susan Orlean）為《紐約客》撰寫的文章《蘭花賊（The Orchid Thief）》；
- 2005年：喬納森·賽峰·弗爾（英语：Jonathan Safran Foer）首次在《紐約客》刊出的文章，後來改編為電影《大白真相（英语：Everything Is Illuminated (film)）》；
- 2005年：《斷背山》，改編自安妮·普露的短篇小說，它最初出現於1997年10月13日出版的《紐約客》上；
- 2006年：《同名之人（英语：The Namesake (film)）》，基於鍾芭·拉希莉的小說，源自該雜誌的短篇小說；
- 2006年：紀錄片《大橋樑（英语：The Bridge (2006 documentary film)）》，基於泰德·范特（英语：Tad Friend）於2003年的小說《Jumpers》；
- 2007年：《妳的樣子》，是改編自愛麗絲·門羅（Alice Munro）的短篇小說《來自遠山的熊（The Bear Came over the Mountain）》，電影於聖丹斯電影節上映；
- 2008年：《靈光乍現（英语：Flash of Genius (film)）》，根據發明的間歇式擋風玻璃刮水器的真實人物約翰·西布魯克；

《紐約客》的歷史也有於電影中被描繪：
- 2001年：《上流社會與故事：哈羅德·羅斯與紐約客的製作特輯（Top Hat and Tales: Harold Ross and the Making of the New Yorker）》，由Carousel Film and Video製作，片長47分鐘的電影[70][71]。
- 《帕克太太與惡性循環（英语：Mrs. Parker and the Vicious Circle）》，是一部關於著名的阿岡昆圓桌會議（英语：Algonquin Round Table）的電影，由珍妮佛·傑森·李飾演多樂菲·帕克（英语：Dorothy Parker）、山姆·羅巴斯飾演創始編輯人哈羅德·羅斯，嘗試鼓起他對其羽翼未豐出版物的支持。該雜誌的前編輯威廉·尚恩（英语：William Shawn），其角色於不同的電影裡出現，如《冷血字傳》（2005年）、《聲名狼藉》（2006年）、《漢娜·阿倫特》（2012年）。
- 2015年：紀錄片《非常半認真（Very Semi-Serious）》，由Redora Films製作，展示了《紐約客》製作漫畫的幕後花絮。
- 2021年：《法蘭西特派週報》，以《紐約客》雜誌總編輯暨聯合創辦人哈羅德·羅斯為原型改編。

### 数学界
- 2006年：標題為《流形的命运》，描述“庞加莱猜想”的格里戈里·佩雷尔曼证明及其验证过程。文中指责丘成桐及其学生剽窃佩雷尔曼的证明, 进而引发争议。

### 中国
- 2015年： 标题为《生在红旗下》，欧逸文（英语：Evan Osnos）描述习近平掌权的过程[72]。
- 2018年： 标题为《中国奇特的维稳手段》，查建英介绍中国异见人士“被旅游”的经历[73]。
- 2019年： 标题为《光怪离奇的神韵》，揭露法轮功如何运营神韵晚会[74]。
- 2021年： 标题为《走出新疆镇压》，大规模拘禁与监控主宰了中国维吾尔人和哈萨克人的生活，一个女人挣扎在重获自由的道路上。[75]